# August Lindvall
August Lindvall, född 1862 i Malmö, död 1935, var en svensk arkitekt, verksam i Malmö.

## Biografi
August Lindvall växte upp i arbetarstadsdelen Lugnet i Malmö. Han studerade tre år vid Tekniska Elementarskolan i Malmö och praktiserade sedan som murare och timmerman. På 1880-talet studerade han i Berlin i två år och praktiserade på olika arkitektkontor innan han återvände till Malmö, där han startade eget arkitektkontor. År 1895 slog han sig samman med Harald Boklund, i det gemensamma arkitektkontoret Lindvall & Boklund, ett samarbete som varade till omkring år 1900. Lindvall & Boklund var framgångsrikt och fick uppdrag runt om i södra Sverige. Lindvall drev efter 1900 eget kontor fram till omkring 1930. På sitt eget kontor ritade han främst bostadshus i Malmö, men hade även uppdrag i Kalmar, Oskarshamn, Jönköping, Filipstad och Lund. August Lindvall är begravd på Sankt Pauli norra kyrkogård i Malmö.

## Byggnader i urval
- Lyngby kyrka (1882)
- Limhamns kyrka (1890, tillsammans med Johan Theodor Cronsiö[3])
- Bostadshus Södra Förstadsgatan 3–5, Malmö (1892)
- Bostadshus Regementsgatan 66 / Davidshallsgatan, Malmö (1893)
- Bjärshögs kyrka (1895)
- Bunkeflo kyrka (1897)
- Teleborgs slott, Växjö (1900) med Harald Boklund
- Södra Åsums kyrka (1902)
- Tingshus för Färs tingslag, Sjöbo (1903)
- Bostadshus för grosshandlare Thomée, Engelbrektsgatan 11, Malmö (1917)
- Bostadshus Föreningsgatan 61 / Sankt Pauli kyrkogata, Malmö (1922)

## Bilder

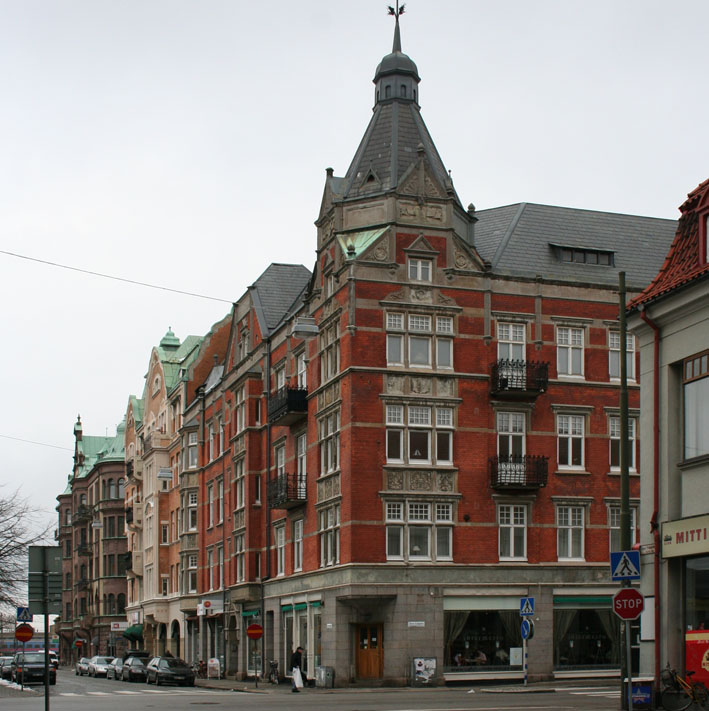
Bostadshus vid Drottningtorget i Malmö
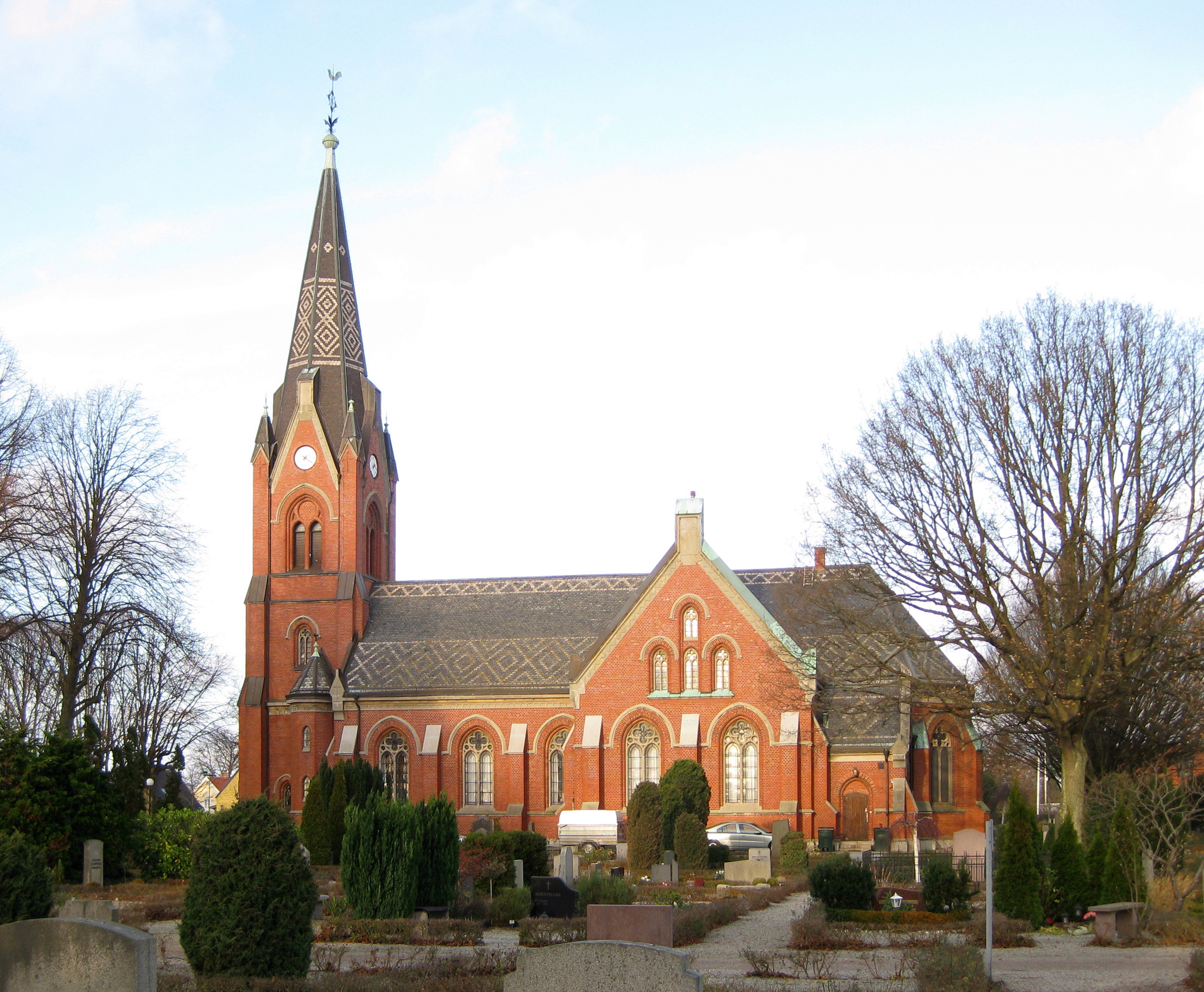
Limhamns kyrka
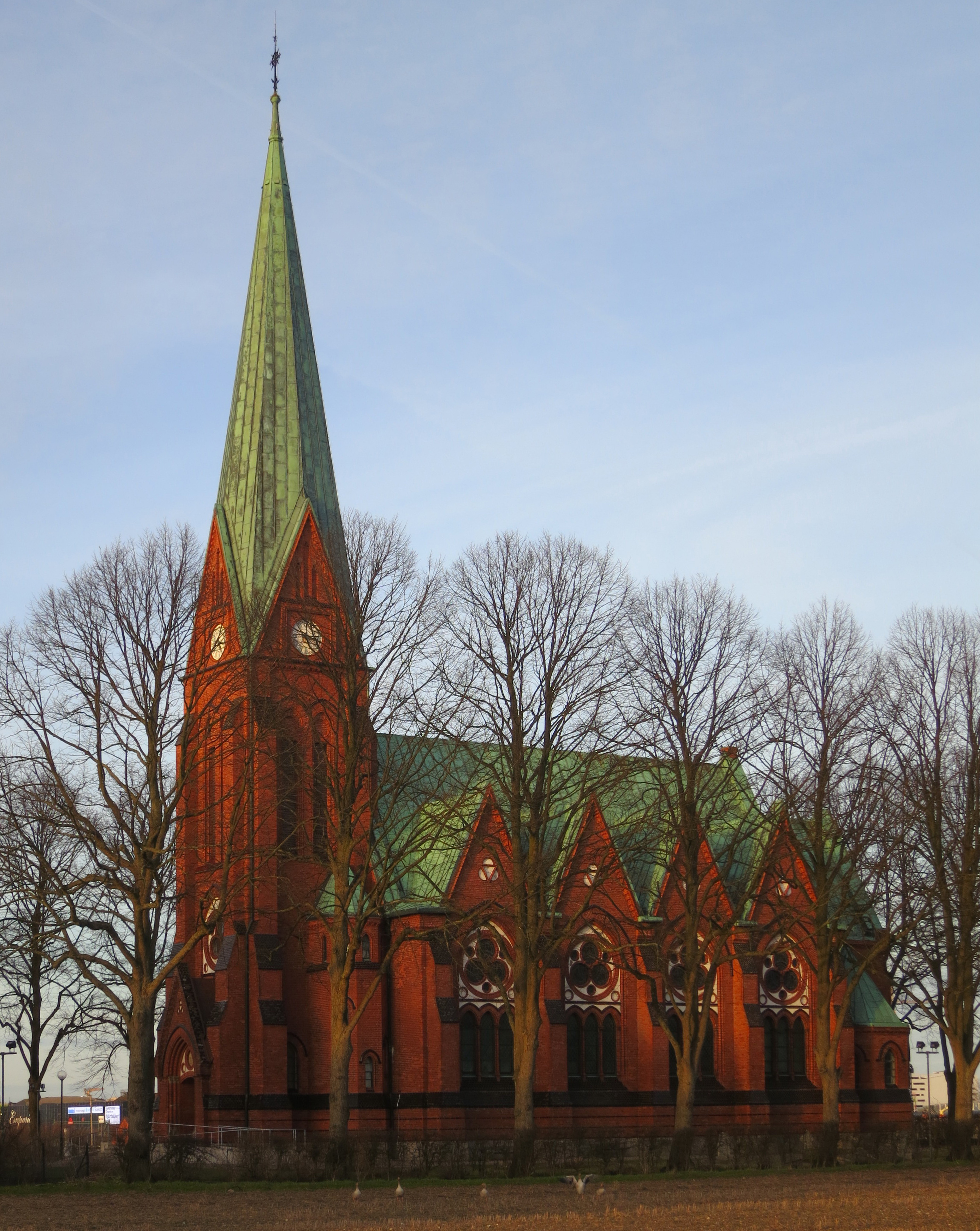
Brunkeflo kyrka
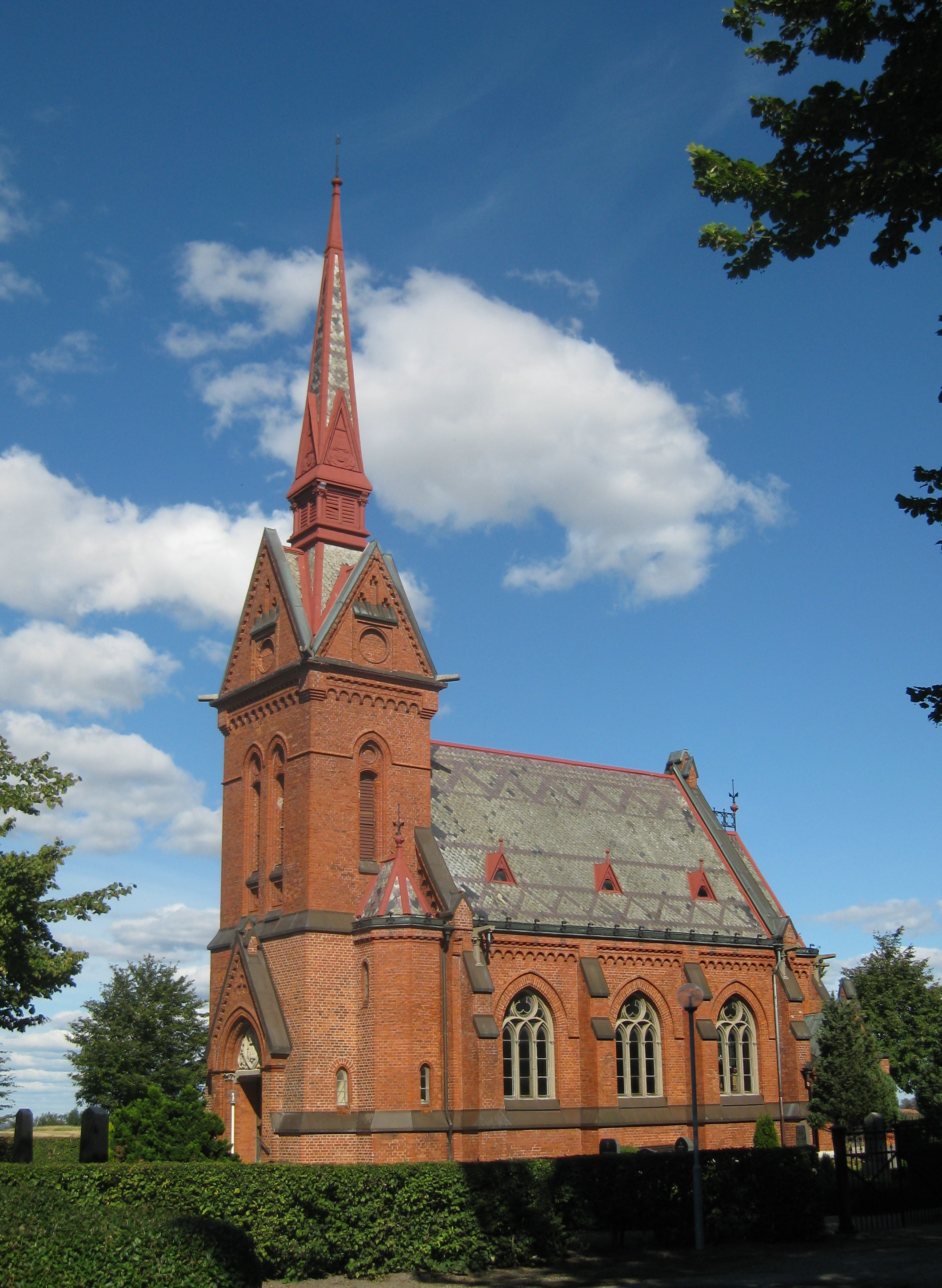
Bjärshögs kyrka
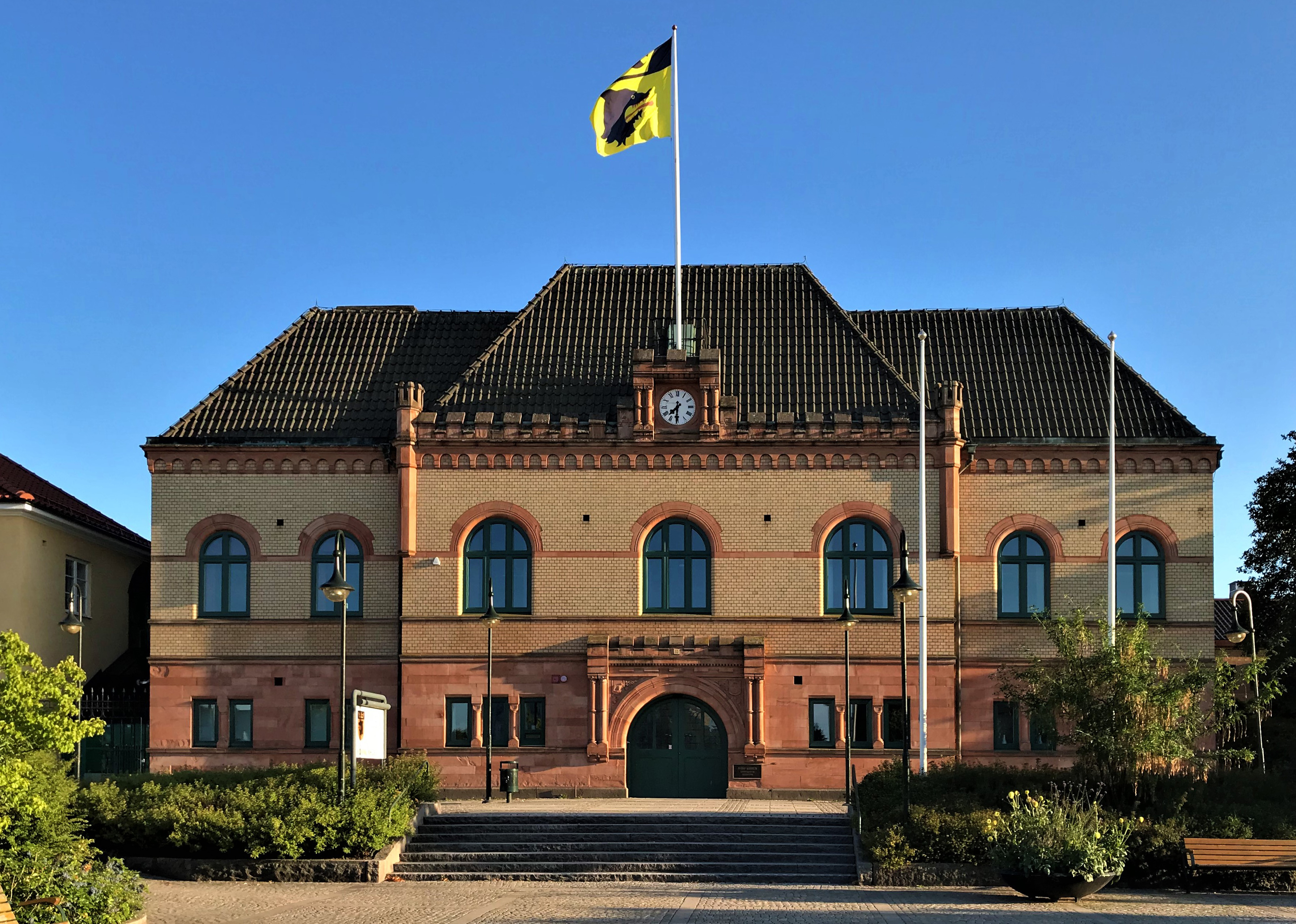
Tingshuset i Sjöbo